# دانیل بندان
دانیل بندان (انگلیسی: Daniel Bendann؛ ۱۸۳۶ – ۶ دسامبر ۱۹۱۴) به همراه برادرش دیوید بندان، عکاسان دوران جنگ داخلی آمریکا بودند که به خاطر پس‌زمینه‌های عکاسی زیباشان شهرت داشتند. دانیل گالری خود را به نام برادران بندان در سال ۱۸۵۹ تأسیس کرد که تا ۲۰۱۹ در گالری خانوادگی باقی مانده و قدیمی‌ترین گالری بالتیمور محسوب می‌شود.
برادران بندان در آلمان به دنیا آمدند، اما خانواده به ریچموند، ویرجینیا نقل مکان کردند، جایی که دانیل برای استودیو وایت‌هورست کار می‌کرد. او استودیوی خود را ابتدا در ریچموند و بعداً بالتیمور مریلند افتتاح کرد و در آنجا برادرش دیوید را استخدام کرد. در دهه ۱۸۶۰ آنها یکی از بزرگترین استودیوهای عکاسی در جنوب فیلادلفیا و بزرگترین استودیوهای متعلق به یهودیان در کشور بودند.
برادران بندان سیستم عکاسی داشتند و آن را به ثبت رساندند که به موجب آن استودیوهای عکاسی می‌توانستند نگاتیوهایی را برای «پس‌زمینه برادران بندان» خود خریداری کنند، تا آنها در عکس‌های خود استفاده کنند. برادران بندان به خاطر این اختراع در سال ۱۸۷۲ مدال هلمز انجمن ملی عکاسی را دریافت کردند. دیوید بندان در سال ۱۸۷۴ برادران بندان را ترک کرد تا گالری هنری بندان را افتتاح کند. دانیل در استودیو ماند و در حدود سال ۱۹۰۰ بازنشسته شد.